# Zâmbia nos Jogos Olímpicos
Zâmbia competiu em 10 edições dos Jogos Olímpicos de Verão. O país nunca competiu nos Jogos de Inverno. Antigamente, o país era conhecido como Rodésia do Norte.

## Medalhistas
| Medalha | Nome             | Jogos            | Esporte   | Evento                       |
| ------- | ---------------- | ---------------- | --------- | ---------------------------- |
|         | Keith Mwila      | 1984 Los Angeles | Boxe      | Peso mosca-ligeiro           |
|         | Samuel Matete    | 1996 Atlanta     | Atletismo | 400m com barreiras masculino |
|         | Muzala Samukonga | 2024 Paris       | Atletismo | 400m masculino               |

## Quadros de medalhas

### Medalhas por Jogos de Verão
| Edição                | Atletas      | Medalha de ouro | Medalha de prata | Medalha de bronze | Total de medalhas | Pos. |
| --------------------- | ------------ | --------------- | ---------------- | ----------------- | ----------------- | ---- |
| 1968 Cidade do México | 7            | 0               | 0                | 0                 | 0                 | —    |
| 1972 Munique          | 14           | 0               | 0                | 0                 | 0                 | —    |
| 1976 Montreal         | Não competiu | Não competiu    | Não competiu     | Não competiu      | Não competiu      | —    |
| 1980 Moscou           | 40           | 0               | 0                | 0                 | 0                 | —    |
| 1984 Los Angeles      | 16           | 0               | 0                | 1                 | 1                 | 43   |
| 1988 Seul             | 31           | 0               | 0                | 0                 | 0                 | —    |
| 1992 Barcelona        | 9            | 0               | 0                | 0                 | 0                 | —    |
| 1996 Atlanta          | 8            | 0               | 1                | 0                 | 1                 | 61   |
| 2000 Sydney           | 8            | 0               | 0                | 0                 | 0                 | —    |
| 2004 Atenas           | 6            | 0               | 0                | 0                 | 0                 | —    |
| 2008 Pequim           | 8            | 0               | 0                | 0                 | 0                 | —    |
| 2012 Londres          | 7            | 0               | 0                | 0                 | 0                 | —    |
| 2016 Rio de Janeiro   | 7            | 0               | 0                | 0                 | 0                 | —    |
| 2020 Tóquio           | 30           | 0               | 0                | 0                 | 0                 | —    |
| 2024 Paris            | 27           | 0               | 0                | 1                 | 1                 | 84   |
| 2028 Los Angeles      |              |                 |                  |                   |                   | -    |
| 2032 Brisbane         |              |                 |                  |                   |                   | -    |
| Total                 | Total        | 0               | 1                | 2                 | 3                 | 131  |

### Medalhas por modalidade
| Pos.  | Modalidade | Medalha de ouro | Medalha de prata | Medalha de bronze | Total de medalhas | Pos. geral |
| ----- | ---------- | --------------- | ---------------- | ----------------- | ----------------- | ---------- |
| 1     | Atletismo  | 0               | 1                | 1                 | 2                 | 87         |
| 2     | Boxe       | 0               | 0                | 1                 | 1                 | 74         |
| Total | Total      | 0               | 1                | 2                 | 3                 | 131        |